# George Whitefield Davis
George Whitefield Davis (ur. 1839, zm. 1918) – amerykański polityk i wojskowy, w latach 1899–1900 gubernator Portoryko, znajdującego się wówczas pod wojskową administracją kolonialną Stanów Zjednoczonych.

## Życiorys
Urodził się w 1839 roku.
Sprawował urząd gubernatora Portoryko od 9 maja 1899, kiedy to zastąpił na stanowisku Guya Vernona Henry’ego, przez dwanaście miesięcy do 1 maja 1900. Jego następcą został Charles Herbert Allen.
Zmarł w 1918 roku.